# Státní archiv v Poznani
Státní archiv ve Poznani (pol. Archiwum Państwowe w Poznaniu) je jedním ze třiceti regionálních státních archivů v Polsku. Byl vytvořen roku 1919 a navázal na činnost dřívějšího pruského státního archivu (Staatsarchiv Posen), založeného roku 1869.
V jeho sbírkách se nachází nejstarší listina uchovávaná státními archivy v Polsku, a to zakládací listina Łeckého kláštera z roku 1153. Pro české dějiny má největší význam fond Akta Braci czeskich (Akta Jednoty bratrské), obsahující archiválie od 16. do 20. století (v letech 2006–2007 byl plně digitalizován).

## Galerie (ze sbírek archivu)

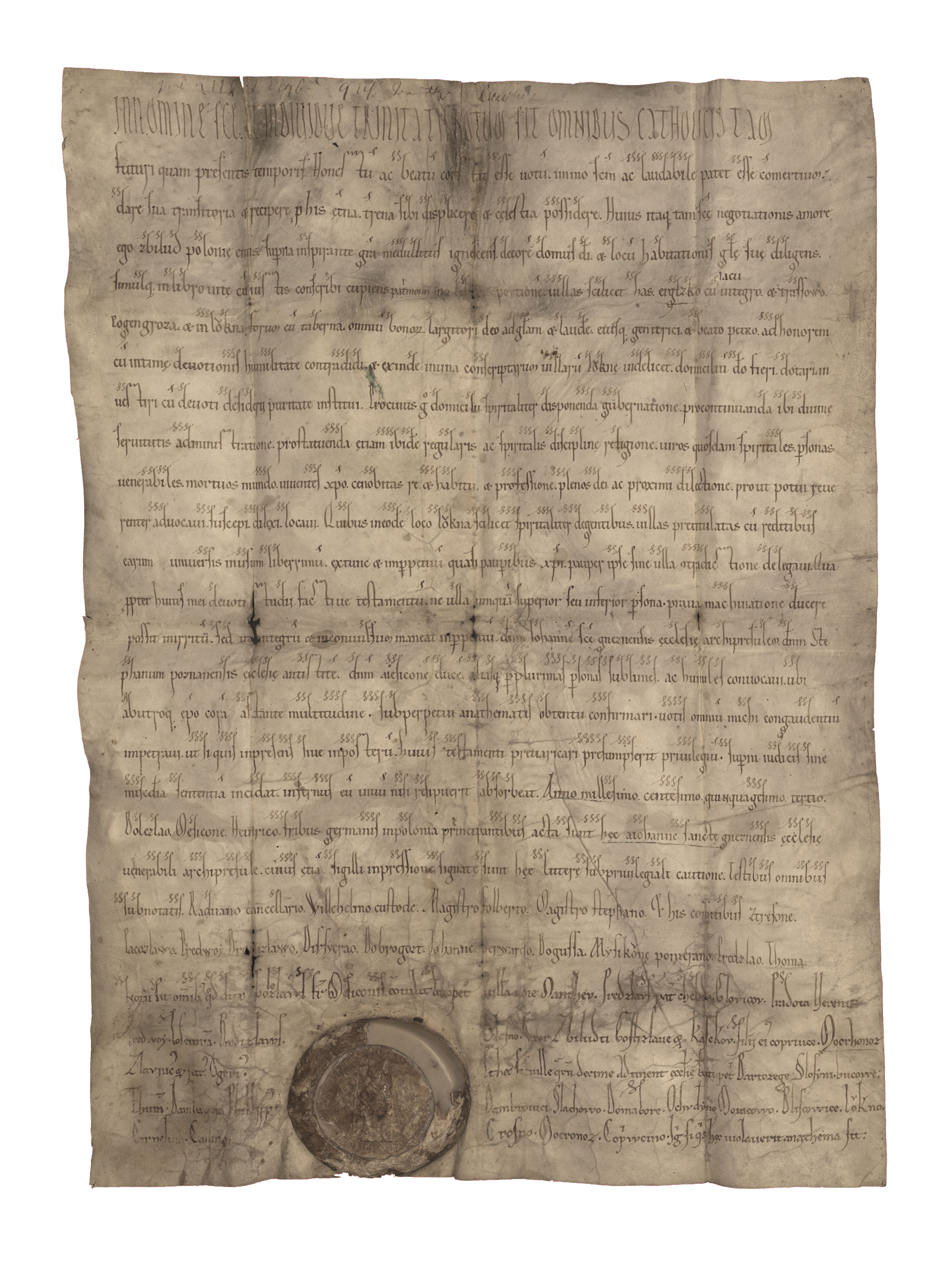
Zakládací listina Łeckého kláštera z roku 1153
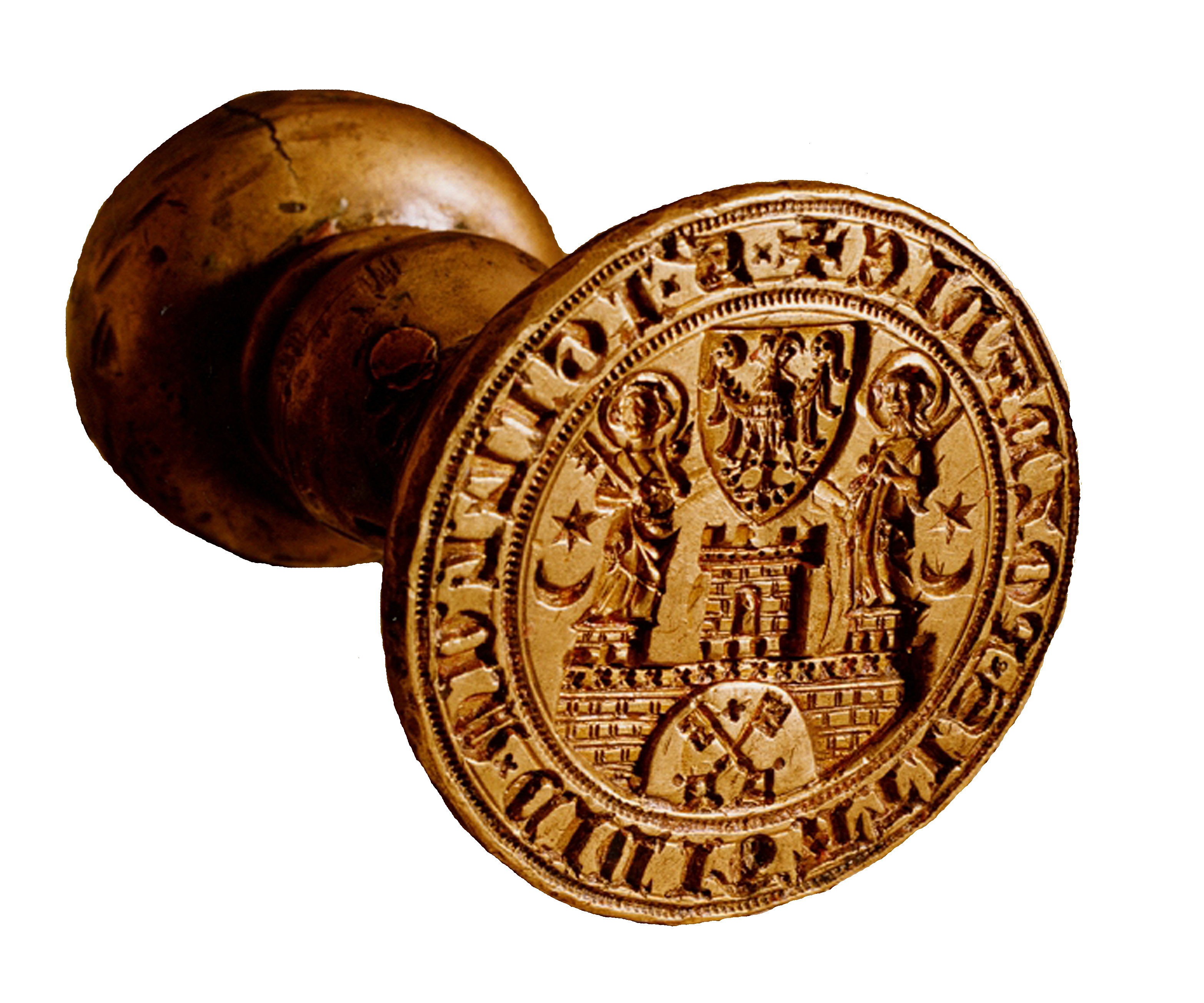
Poznaňské městské pečetidlo ze 14. století
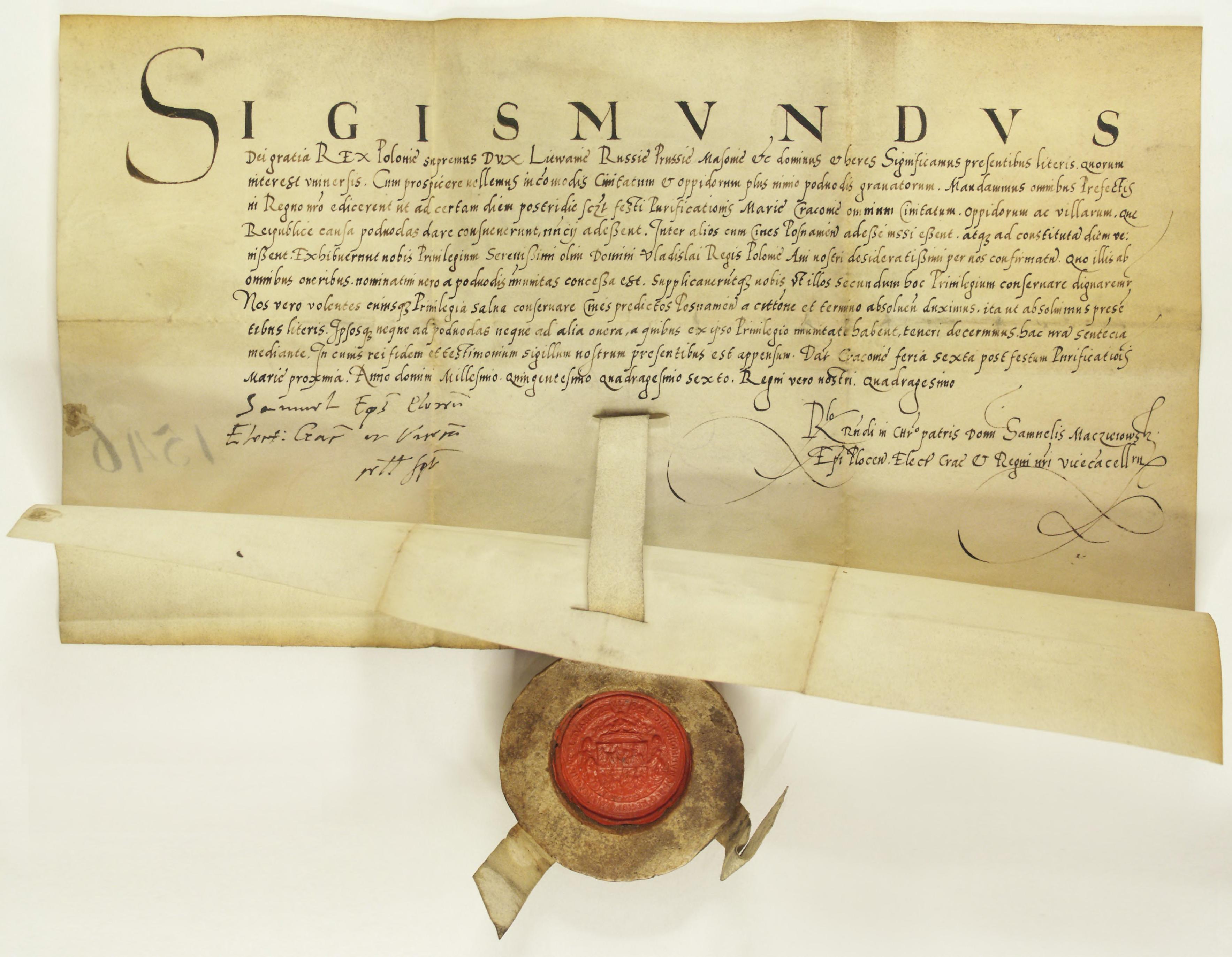
Listina krále Zikmunda Starého z roku 1546
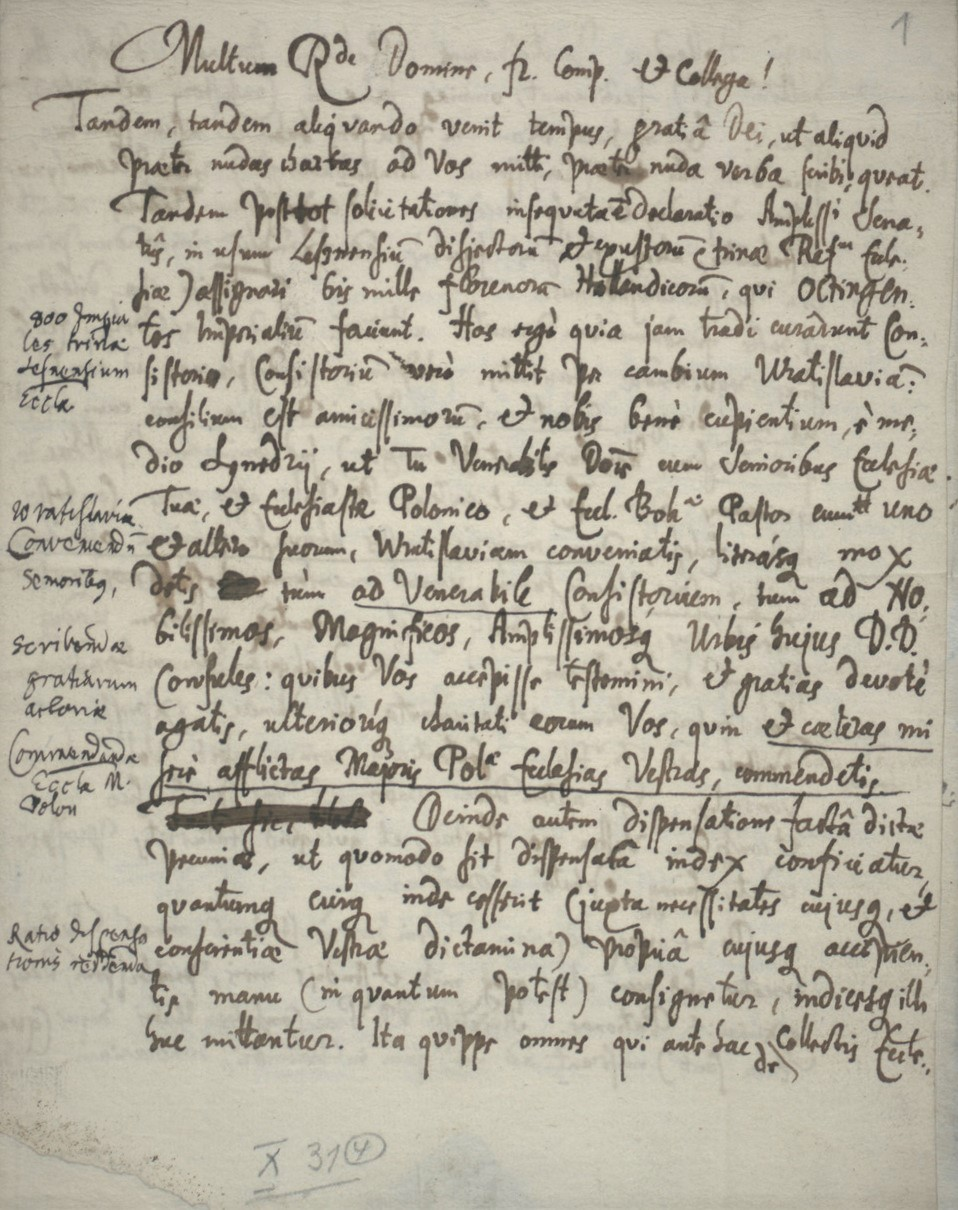
Dopis Jana Amose Komenského z roku 1657